# 샘 헤닝즈
샘 헤닝스(Sam Hennings, 1950년 12월 17일 ~ )는 미국의 배우이다.
조지아주에서 태어났다.

## 출연 작품
- 포 굿 데이스 (2020년) - 데일 역
- 스틸 (2009년)
- 워크 앤 더 글로리 3 (2006년)
- 하복 (2005년) - 미스터 루빈 역
- 워크 앤 더 글로리 2 - 아메리칸 자이언 (2005년) - 벤자민 스티드 역
- 레이디 포토그래퍼의 유혹 (2005년)
- 워크 앤 더 글로리 (2004년)
- 에비에이터 (2004년)
- The Lone Ranger (2003)
- 용서받지 못할 관계 3 (1995년)
- 고공침투 (1994년)
- 스즌즈 오브 더 하트 (1993년)
- 마지막 슛 (1992년)
- 씨드피플 (1992년)
- 정열의 샤우트 (1991년)
- 미션 마닐라 (1990년)
- 끝없는 베트남전 (1988년)

### 텔레비전
- 블루문 특급 (1985)
- 시티 레인져 (1999)
- CSI: 과학수사대 (2002, 2009)
- 세이빙 그레이스 (2007)
- 멤피스 비트 (2010-11)